# Bogdan Popović
Bogdan Popović (Beograd, 1. siječnja 1864. – Beograd, 7. studenoga 1944.), bio je srpski književni kritičar i povjesničar.

## Životopis
Rođen je 1864. godine u Beogradu. Pošto je završio studij na Velikoj školi u rodnom gradu i pariškom Filozofskom fakultetu, 1893. godine postao je profesor Visoke škole koju je završio, a 1905. godine s prerastanjem Velike škole u sveučilište postao je i sveučilišni profesor. Predavao je francuski jezik, opću povijest, usporednu književnost, teoriju književnosti i estetiku. Tijekom 1914. godine postao je i redoviti član Srpske akademije znanosti i umjetnosti. Njegov brat je akademik Pavle Popović, a djed po majci Stefan Marković.
Književnošću počinje se baviti rano, već s dvadeset godina. Ipak, najbitnije što je učinio je pokretanje najznačajnijeg i svakako najbolje uređenog časopisa - Srpskog književnog glasnika koji je počeo izlaziti početkom 20. stoljeća. Tijekom prvih 14 godina izlaženja ovaj časopis je i kod pisaca i kod običnih čitatelja pojačao izvjesne predstave o književnim uzorima prema najopćim, ali jedinstvenim mjerilima.
Bogdan Popović pokrenuo je i stvaranje PEN kluba, Društva za žive jezike i književnost, Colllegium musicum, Društva prijatelja Francuske. U svom kritičarskom djelu pisao je relativno malo o srpskim književnicima, iako je smatran najbitnijim književnim kritičarem. Njegov odnos prema srpskoj književnosti najvidljiviji je u Antologiji novije srpske lirike koja je izašla prvo u Zagrebu, 1911. godine, a zatim i u Beogradu, 1912. godine. Antologiju odlikuju dobar predgovor, strog izbor pjesama i njihov raspored. U ovom djelu našle su se pjesme stvaratelja od Branka Radičevića do Jovana Dučića. Ipak, antologiji se zajmera to što u nju nisu uvršćeni neki od najznačajnijih pjesnika tog doba. Najpoznatiji primjer je, sigurno, Vladislav Petković Dis.
Poznat je i kao prva ljubav Drage Mašin. Često su se sastajali u klubu književnika, gdje je Draga često navraćala. Меđutim, želje Draginih roditelja odvešće je daleko od Popovića.
Bavio se i likovnom kritikom. Popović je umro 1944. godine.
O osobnosti Bogdana Popovića, njegovom karakteru i stavovima prema književnosti, umjetnosti i životu uopće, naročito je obimno i pažljivo pisao Branko Lazarević, u eseju Bogdan Popović.

## Odabrana djela
- Bomarše, 1889.
- O književnosti, 1894.
- Ogledi iz književnosti i umetnosti, I–II, 1914. – 1927.
- Članci i predavanja, 1932.
- Estetički spisi, 1963.[1]

## Nasljeđe
Bogdan Popović se nalazi na popisu Sto najznamenitijih Srba.